# Церковно-научный центр «Православная энциклопедия»
Церко́вно-нау́чный це́нтр «Правосла́вная энциклопе́дия» — российская некоммерческая организация, действующая под патронажем Русской православной церкви, сочетающая в себе функции издательства, информационного агентства и научного центра.
В своей деятельности ЦНЦ «Православная энциклопедия» стремится объединить усилия церковных и светских учёных в деле развития церковной науки, проведения исторических, агиографических, библейских и других исследований: учреждает стипендии для поддержки исследователей, сотрудничает с Макарьевским фондом, выявляя наиболее значительные исследования по истории Российского государства и Церкви и присуждая премии, участвовала совместно с ГАРФ в проекте создания электронных информационных и документальных массивов.

## История
Коллектив будущего Церковно-научного центра Русской Православной Церкви «Православная энциклопедия» начал создаваться на базе отдела классической литературы журнала «Литературная учёба», которым с 1988 года заведовал Сергей Кравец. На страницах малопопулярного в тот момент журнала стали публиковаться сочинения Владимира Соловьёва, Василия Розанова, Алексея Лосева, священника Павла Флоренского, «Записка о древней и новой России» Н. М. Карамзина и др. В журнале печатались переводы Нового Завета, что способствовало росту тиражей и популярности издания.
В конце 1990 года по инициативе игумена Андроника (Трубачёва) в Москве было создано издательство Спасо-Преображенского Валаамского монастыря. В феврале 1991 года Патриарх Московский и всея Руси Алексий II издал указ о создании Валаамского издательства, закреплявший его правовой статус. На тот момент издательство состояло из нескольких сотрудников и размещалось в единственной комнате в редакции журнала «Литературная учёба». Позднее издательство переехало на подворье Спасо-Преображенского Валаамского монастыря.
С самого начала своей деятельности издательство занималось публикацией серьёзных научных и исторических трудов. Издавались памятники раннехристианской и древнерусской литературы, ставшие классическими труды дореволюционных церковных учёных, которые необходимо было вернуть читателю конца XX века. К наиболее значительным трудам, изданным в этот период, относятся: двухтомное издание, посвящённое преподобному Серафиму Саровскому; «Церковная история» Евсевия Памфила, «Просветитель» преподобного Иосифа Волоцкого; четырёхтомник «Лекций по истории древней Церкви» В. В. Болотова; «Иллюстрированная история религии» в двух томах, изданная в России в начале XX века и другие издания. Все эти издания ранее были доступны лишь узкому кругу читателей. Как отмечено на сайте ЦНЦ «Православная энциклопедия»: «Основой успеха, несомненно, была увлечённость, — в дальнейшем она проявлялась всё ярче и ярче — увлечённость, иногда поддерживаемая пожертвованиями людей, стремившихся помочь небольшому коллективу (не спонсорскими миллионами, а мешком сахара или рыбными консервами)».
В 1993 году было принято решение издать к 850-летию Москвы фундаментальную «Историю Русской Церкви» на основе знаменитого труда митрополита Макария (Булгакова), дополнив его объёмными научными комментариями, предисловиями и указателями. С этой целью был сформирован Научно-редакционный совет, который по поручению Патриарха Алексия II возглавил архиепископ Истринский Арсений (Епифанов). Так как ранее подобного опыта взаимодействия светских и церковных учёных не было, «и представители церковной науки, которых было не так много, и представители светской науки, к моменту начала нашей совместной работы, относились друг к другу с некоторой опаской. Светские учёные предполагали, что им будет навязываться безусловное следование церковной точке зрения, опасались, что предание будет доминировать над научным подходом. А церковные учёные, выросшие, в общем-то, в отрыве от большой науки, в духовных академиях и семинариях, представляли себе, что им придётся защищать церковные устои от нападок светской науки». Однако, очень быстро подобная напряжённость исчезла. «В процессе ежедневной совместной работы выстраивались совершенно новые отношения сотрудничества между представителями светской и церковной науки, чего в России не было уже почти столетие. Процесс этот взаимно обогащал учёных и делал работу чрезвычайно плодотворной».
Первый том этого издания вышел в 1994 году. Переиздание труда митрополита Макария (Булгакова) заняло первые 7 томов, но поскольку книга митрополита Макария обрывалась на середине XVII века, седьмой том её нового издания был восполнен текстами новых исследований по истории Русской Церкви в XVII веке. Кроме того, в издание вошла работа профессора И. К. Смолича, посвящённая синодальному периоду, которая составила восьмой том, вышедший в двух книгах. Заключительный, девятый том «Истории Русской Церкви в XX веке» (до 1996 года), был написан протоиереем Владиславом Цыпиным. В рамках этого же издания был опубликован отдельным томом ещё один труд И. К. Смолича — «История русского монашества».
По мере того, как издание «Истории Русской Церкви» приближалось к своему логическому завершению, возник вопрос о том, как сохранить коллектив светских и церковных учёных числом около двадцати человек, хорошо себя зарекомендовавший в плане научно-исследовательской деятельности. По словам Сергея Кравца, «новая задача для него возникала сама собой: уже начиная с середины XIX века перед Православной Церковью, причём не только перед Русской Церковью, а перед всеми Поместными Православными Церквами, стояла грандиозная, но так и не достигнутая цель — создание фундаментального свода знаний в виде „Православной энциклопедии“».
10 сентября 1996 года указом Патриарха Московского и всея Руси Алексия II на базе издательства Свято-Преображенского Валаамского монастыря был образован Церковно-научный центр «Православная энциклопедия». 10 октября 1996 года Священный Синод Русской православной церкви одобрил проект издания 25-томной Православной энциклопедии. Для реализации проекта образованы Наблюдательный, Попечительский, Церковно-научный и Научно-редакционный советы, Ассоциация благотворителей. Научно-информационную поддержку данному проекту оказали синодальные комиссии и отделы Московского Патриархата, РАН, научно-исследовательские институты, ведущие духовные и светские учебные заведения России, архивы, музеи, библиотеки.
С начала 1998 года в ЦНЦ «Православная энциклопедия» пришла целая когорта молодых специалистов, выпускников церковных вузов и МГУ имени М. В. Ломоносова.
6 октября 1998 года Священный Синод Русской православной церкви поставновил «считать своевременное предоставление сведений исторического, биографического, статистического и агиографического характера в связи с запросами Церковно-научного центра „Православная энциклопедия“ обязательными для всех учреждений Русской Православной Церкви».
22 декабря 2000 года указом Патриарха Московского и всея Руси Алексия II при ЦНЦ «Православная энциклопедия» был образован Агиографический совет, распределяющий гранты между учёными, которые занимаются исследованиями в области русской агиографии и подготовкой новых изданий по рукописным житиям русских святых.
26 марта 2001 года в Сергиевском Зале Храма Христа Спасителя состоялось совместное заседание Наблюдательного, Попечительского и Общественного Советов по изданию «Православной энциклопедии», на котором отмечалось 10-летие Церковно-научного центра «Православная энциклопедия».
Для работы над энциклопедией в ЦНЦ «Православная Энциклопедия» организован[когда?] архив по истории Русской Церкви XX века, куда из Архива Московской Патриархии были переданы материалы Патриаршей канцелярии за 1925—1943 годы и личные дела клириков того времени. Вместе с тем, архив пополнялся благодаря методической помощи Государственного Архива Российской Федерации.
К концу 2001 года было решено использовать организационно-интеллектуальный ресурс Церковно-научный центр «Православная энциклопедия» не только при подготовке собственно энциклопедии. 29 ноября 2001 года был запущен интернет-портал «sedmitza.ru». С 3 мая 2003 года на телеканале ТВ-Центр стала выходить еженедельная телепрограмма «Православная энциклопедия», которая рассчитана на самый широкий круг зрителей. Оба проекта оказались востребованными.
В ноябре 2002 года и ноябре 2003 года действовали Курсы повышения квалификации для руководящего состава РПЦ, организованные ЦНЦ совместно с Российской академией государственной службы. Выступая на открытии курсов, руководитель Церковно-научного центра «Православная энциклопедия» заявил, что при их подготовке, инициаторы «исходили из того, что в современной России любой церковный деятель является также деятелем общественным, и, зачастую, государственным». «Цель организации такого обучения заключается в том, чтобы постараться снабдить церковных деятелей знаниями современных технологий общения, взаимодействия с государственными, общественными, коммерческими структурами».
Телевизионная группа «Православной энциклопедии», набрав необходимый опыт, приступила к созданию собственных фильмов. Первый фильм, который был подготовлен при непосредственном участии Церковно-научного центра «Православная энциклопедия» — документальный сериал «Земное и небесное», показанный на канале РТР в 2004 году. Осенью 2005 году Патриарх Алексий II издал указ о создании при Церковно-научном центре Культурного фонда «Кино-телекомпания „Православная энциклопедия“», тесно связанного с ЦНЦ «Православная энциклопедия», но имеющего самостоятельный бюджет. С 1 января 2006 года данная организация осуществляла все кино- и телевизионные проекты «Православной энциклопедии», в том числе еженедельную телепрограмму на ТВЦ и съёмки документальных фильмов.
29 ноября 2005 года на 13-м заседании Общественного, Наблюдательного и Попечительского Советов по изданию «Православной Энциклопедии» под председательством Патриарха Алексия II было принято решение начать с 2006 года издание ежеквартального журнала «Вестник церковной истории». Необходимость в подобном издании возникла в связи с тем, что в центр поступало множество исследовательских материалов и научно-публицистических статей, которые по своему формату не всегда могли быть опубликованы в энциклопедии. Но поскольку эти материалы имеют большую научную ценность, их издание оказалось востребованным.
В 2006 году Патриарх Алексий II, учитывая большое количество документальных фильмов, которые создавались Кино-телекомпанией «Православная энциклопедия», подписал указ о создании на базе Церковно-научного центра кино-фотоархива по истории Русской Церкви в XX веке.
В апреле 2010 года Церковно-научный центр «Православная Энциклопедия» объявил о начале благотворительной акции, цель которой — оказать помощь библиотекам, а также научным и образовательным организациям Российской Федерации в комплектовании фондов научной литературой по истории Церкви.
В мае 2019 году был выпущен сборник «Воссоединение Киевской митрополии с Русской Православной Церковью. 1676—1686 гг. Исследования и документы», работа над которым велась с осени 2017 года. В сборнике представлено 246 документов, из которых 200 ранее никогда не публиковались. Презентация состоялась 16 сентября 2021 года в храме Христа Спасителя.